# Ipeľský Sokolec
Ipeľský Sokolec (em húngaro: Ipolyszakállos) é um município da Eslováquia, situado no distrito de Levice, na região de Nitra. Tem 18,15 km² de área e sua população em 2018 foi estimada em 825 habitantes.

## Demografia
| Ano:        | 1994 | 2004   | 2014   | 2024   |
| ----------- | ---- | ------ | ------ | ------ |
| Broj ljudi: | 916  | 864    | 852    | 817    |
| Razlika:    |      | -5,67% | -1,38% | -4,10% |

| Ano:               | 2023 | 2024   |
| ------------------ | ---- | ------ |
| Número de pessoas: | 816  | 817    |
| Diferença:         |      | +0,12% |